# Лянцкорона (гмина)
Гмина Лянцкорона (пол. Gmina Lanckorona)  —  сельская гмина (волость) в Польше, входит как административная единица в Вадовицкий повет,  Малопольское воеводство. Население — 5787 человек (на 2004 год).

## Демография
Данные по переписи 2004 года:
| Перепись                         | Всего   | Всего | Женщины | Женщины | Мужчины | Мужчины |
| -------------------------------- | ------- | ----- | ------- | ------- | ------- | ------- |
| Единицы                          | человек | %     | человек | %       | человек | %       |
| Население                        | 5787    | 100   | 2961    | 51,2    | 2826    | 48,8    |
| Плотность населения (чел./кв.км) | 142,5   | 142,5 | 72,9    | 72,9    | 69,6    | 69,6    |

## Поселения
1. Лянцкорона
2. Издебник
3. Скавинки
4. Ястшембя
5. Подхыбе

## Соседние гмины
1. Гмина Будзув
2. Гмина Кальваря-Зебжидовска
3. Гмина Скавина
4. Гмина Стрышув
5. Гмина Сулковице